# Стефанюк Світлана Костянтинівна
Світлана Костянтинівна Стефанюк (28 липня 1950 - 3 квітня 2024 рр) — доктор філософії, професор кафедри політології, соціології та культурології Харківського національного педагогічного університету імені Г.С. Сковороди.

## Біографія
Народилась 28 липня 1950 року в м.Острог, Рівненської  області.
Родини обох її батьків - Ольги Іванівни Мединської та Костянтина Юхимовича Хамратовича було репресовано.
Зростала Світлана в дитбудинку-інтернаті. Після закінчення педагогічного училища працювала вихователем, а згодом викладачем дошкільної методики навчання.
В педучилищі опанувала фах вихователя, а згодом – викладача дошкільної методики навчання. Закінчила філфак Харківського університету ім. М. Горького (сьогодні Харківський національний університет імені В. Н. Каразіна).
Професорка кафедри інноваційних педагогічних технологій Харківського національного педагогічного університету ім. Г.С. Сковороди, де викладала «Дошкільну педагогіку», «Соціальну педагогіку», «Етнопедагогіку», «Козацьку педагогіку», «Народну валеологію», «Дефініції козацької педагогіки», «Козацький здоровий спосіб життя», «Сценографію», «Етнографію козацької культури», «Правове регулювання суспільних відносин у козаків». Козацьку педагогіку викладала за власноруч створеними підручниками.
Викладала також у Національному технічному університеті «Харківський політехнічний інститут» на кафедрі післядипломної освіти, де знайомила слухачів з «Етнопсихологією», «Правовими основами козацької педагогіки» (бо мала ще й юридичну освіту) та «Українським народознавством».
Професійно розвивалася в академічному середовищі Харкова, але російсько – українська війна зруйнувала всі плани нашої землячки. Їй доводиться стати переселенкою і вона переїздить до Нетішина.
Науковиця налагодила співпрацю з Острозькою академією, та Нетішинською  центральною бібліотекою. Важливим став науково-методичний семінар, проведений в центральній міській бібліотеці, «Вічно-славна молитва, успадковане Слово, незнищенна нація», присвячений річниці хрещення Київської Русі та проведений наприкінці липня 2023 року. Модератором на ньому виступала Світлана Стефанюк, як докторка філософії, професорка експериментальної лабораторії «Християнська етика, педагогіка, психологія» при НУ «Острозька Академія».
Брала участь у міжрегіональній народознавчій конференції «Козацька героїка у просторі і часі» та науково-практичний семінар «Козацька символіка – як атрибут патріотизму».
Світлана Стефанюк  була заступницею голови Української світової спілки професійних учителів.
Страшна російсько-українська війна неабияк підкосила здоров’я Світлани Костянтинівни.
3 квітня на 74-му році життя в нетішинській лікарні перестало битися потужне серце тендітної жінки, яка зробила неоціненний вклад в українську науку, мовознавство, народознавство, релігієзнавство та дослідження козацтва. 

## Книги
- «Християнська педагогіка: плекання кращих людських чеснот» (2010)
- «Основи козацької педагогіки: полівиховний аспект» (2010)
- «Коригування духовно-патріотичного світобачення: нащадки козацької слави» (2015)
- «Мова – базисний елемент духовного та соціального здоров'я  нації» (2018)